# Großenrade
Großenrade ist eine Gemeinde im Südosten des Kreises Dithmarschen in Schleswig-Holstein.

## Geografie

### Lage
Großenrade liegt im südöstlichen Dithmarschen auf dem Geestrücken.

### Ortsteile
Neben dem für die Gemeinde namensgebenden Dorf liegt auch die Streusiedlung Großenrader Moor im Gemeindegebiet.

### Nachbargemeinden
An Großrade grenzen direkt:
|           | Süderhastedt                                | Eggstedt |
| Frestedt  | Kompassrose, die auf Nachbargemeinden zeigt | Hochdonn |
| Quickborn | Brickeln                                    |          |

## Geschichte
Der Ortsname Großenrade bedeutet so viel wie „große Rodung“, wobei der Zusatz „Großen“ wohl neueren Datums ist.
Am 1. Dezember 1934 wurde die Kirchspielslandgemeinde Süderhastedt aufgelöst. Alle ihre Dorfschaften, Dorfgemeinden und Bauerschaften wurden zu selbständigen Gemeinden/Landgemeinden, so auch Großenrade.

## Religion
66 % der Einwohner von Großenrade sind evangelisch, 9 % katholisch. Die Lutheraner sind der St.-Laurentius-Kirchengemeinde Süderhastedt im Kirchenkreis Dithmarschen der Evangelisch-Lutherischen Kirche in Norddeutschland zugeordnet. Die Katholiken gehören der Pfarrei St. Nikolaus mit Sitz in Itzehoe (Erzbistum Hamburg) an, deren nächste Filialkirche St. Ansgar in Meldorf ist.

## Politik

### Gemeindevertretung
Bei der Kommunalwahl am 14. Mai 2023 wurden insgesamt neun Sitze vergeben. Diese fielen erneut alle an die Kommunale Wählervereinigung Großenrade. Die Wahlbeteiligung betrug bei 55,6 %.

### Bürgermeisterin
Auf der konstituierenden Sitzung der Gemeindevertretung für die Wahlperiode 2018–2023 am 13. Juni 2018 wurde wiederholt Friedel Elsner zur Bürgermeisterin gewählt.

### Wappen

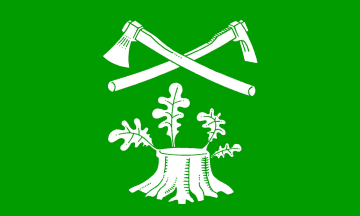
Flagge von Großenrade

Blasonierung: „In Grün schräg gekreuzt eine silberne Axt und eine silberne Rodungshacke über einem silbernen Eichenstumpf mit vier austreibenden Blättern.“
Der Wappeninhalt ist insgesamt auf den Ortsnamen bezogen, das Wappen also ein „redendes“ oder „sprechendes“. Die Axt, die Rodungshacke und der Eichenstumpf führen gleichsam demonstrativ vor Augen, dass der Ort, was der Name bereits nachweist, durch Rodung ehemals bewaldeter Flächen entstanden ist, als Grundlage für fruchtbares Ackerland und bäuerliche Wirtschaft.